# Odrzechowa
Odrzechowa – wieś w województwie podkarpackim, w powiecie sanockim, w gminie Zarszyn. Położona nad potokiem Czernisławką, na Pogórzu Bukowskim.
| SIMC    | Nazwa       | Rodzaj    |
| ------- | ----------- | --------- |
| 0362915 | Odrzechowa  | część wsi |
| 0362950 | Brzeg       | część wsi |
| 0362973 | Huczkowa    | część wsi |
| 0362921 | Madraszówka | część wsi |
| 0362980 | Odrzechówki | część wsi |
| 0362938 | Osiedle     | część wsi |
| 0362944 | Zeniówka    | część wsi |

## Historia
Wieś lokowana przez króla Władysława Jagiełłę na prawie średzkim w Zarszynie, 30 czerwca 1419 roku, w obecności biskupa krakowskiego Wojciecha i kanclerza Królestwa Polskiego jako jedna z pierwszych miejscowości w starostwie sanockim. Notowana już wcześniej jako istniejąca osada. Na uposażenie sołectwa składało się dwa łany ziemi, karczma i młyn na wieczne posiadanie oraz las w górnej części rzeki wraz z polem, które nazywało się Czamisli. Przez cały XV wiek stanowiła centrum krainy. W okresie reformacji Odrzechowa sprzyjała braciom polskim i była jednym ze znaczniejszych ośrodków reformacji w regionie. Stanowiła własność królewska. Z niej wywodzili się Odrzechowscy, np. Michał Odrzechowski. W 1592 r. Jan Jędrzejowski najechał na Odrzechową i Małgorzata Odrzechowska, wdowa po Michale Odrzechowskim, wniosła skargę na zbrojny najazd na jej miejscowość. Wieś królewska położona na przełomie XVI i XVII wieku w ziemi sanockiej województwa ruskiego, w drugiej połowie XVII wieku należała do tenuty Besko starostwa sanockiego. W 1623 r. wieś spustoszyli Tatarzy. W 1777 r. wybuchł we wsi pożar, który strawił m.in. księgi metrykalne i parafialne.
Do zaboru Polski w 1772 wieś należała administracyjnie do ziemi sanockiej województwa ruskiego, od 1772 do cyrkułu leskiego, a następnie sanockiego. Po reformie administracyjnej w 1864 powiat sądowy sanocki, gmina wiejska Sanok w kraju Galicja. W 1811 na licytacji tutejszy folwark zakupił Ignacy Urbański. We wsi zachowała się dawna cerkiew greckokatolicka, zbudowana w 1813 r. z fundacji Urbańskiego, obecnie kościół rzymskokatolicki pw. św. Jana Chrzciciela. W połowie XIX wieku właścicielem posiadłości tabularnej Odrzechowa z Urbanówką był Ksawery Urbański, a w latach 70. Adam Urbański. Na przełomie XIX/XX wieku właścicielem tabularnym dóbr we wsi był Władysław Morawski.
Na 1 maja 1904 zaplanowano uruchomienie urzędu pocztowego w Odrzechowej.
W okresie I wojny światowej od 8 do 10 maja 1915 Odrzechowa była miejscem walk oddziałów wojennych. Rzeka Wisłok w górnym biegu na odcinku od Odrzechowej do Beska stanowiła linię oporu wojsk rosyjskich (m.in. Kozaków dońskich) przed nacierającymi od zachodu pułkami austriacko-niemieckimi. W nocy z 9 na 10 maja pułki bośniackie usiłowały kilkakrotnie sforsować Wisłok w Odrzechowej i Besku, w miejscu, gdzie rzeka płynie głębokim jarem. Przed II wojną światową były we wsi dwa folwarki Józefa Morawskiego i Heleny Russockiej. Na przysiółku Czernisławka, powyżej dworu, funkcjonowały dwa młyny wodne, zaś przy potoku, tartak parowy.
15 września 1945 po potyczce z wojskiem polskim oddział UPA „Rena” przybył do wsi, grabiąc mieszkańców i ich mienie. W czasie pacyfikacji zamordował również 10 Łemków.
W latach 1954–1959 wieś należała i była siedzibą władz gromady Odrzechowa, po jej zniesieniu w gromadzie Sieniawa. 
Na miejscowym cmentarzu znajduje się grób Morawskich z rzeźbą dłuta Stanisława Piątkiewicza, przedstawiającą Chrystusa dźwigającego krzyż; obok grobów Morawskich usytuowany jest grobowiec Russockich.
We wsi znajduje się doświadczalny ośrodek zarodowy krów rasy simentalskiej oraz siedziba Polskiego Związku Hodowców Bydła Simentalskiego, którego prezesem jest inż. Edgar Beneš. Ośrodek zajmuje się również hodowlą koni huculskich. Corocznie pod koniec sierpnia ośrodek organizuje wystawę hodowlaną w Rudawce Rymanowskiej. W roku 2008 na prezesa Polskiego Związku Hodowców Koni został wybrany pochodzący z Odrzechowej dr inż. Władysław Brejta.

## Zabytki
Wykaz zabytków nieruchomych wpisanych do rejestru zabytków
- cerkiew greckokatolicka pw. św. Jana Chrzciciela z 1813
- dzwonnica
- cmentarz przycerkiewny
- ogrodzenie

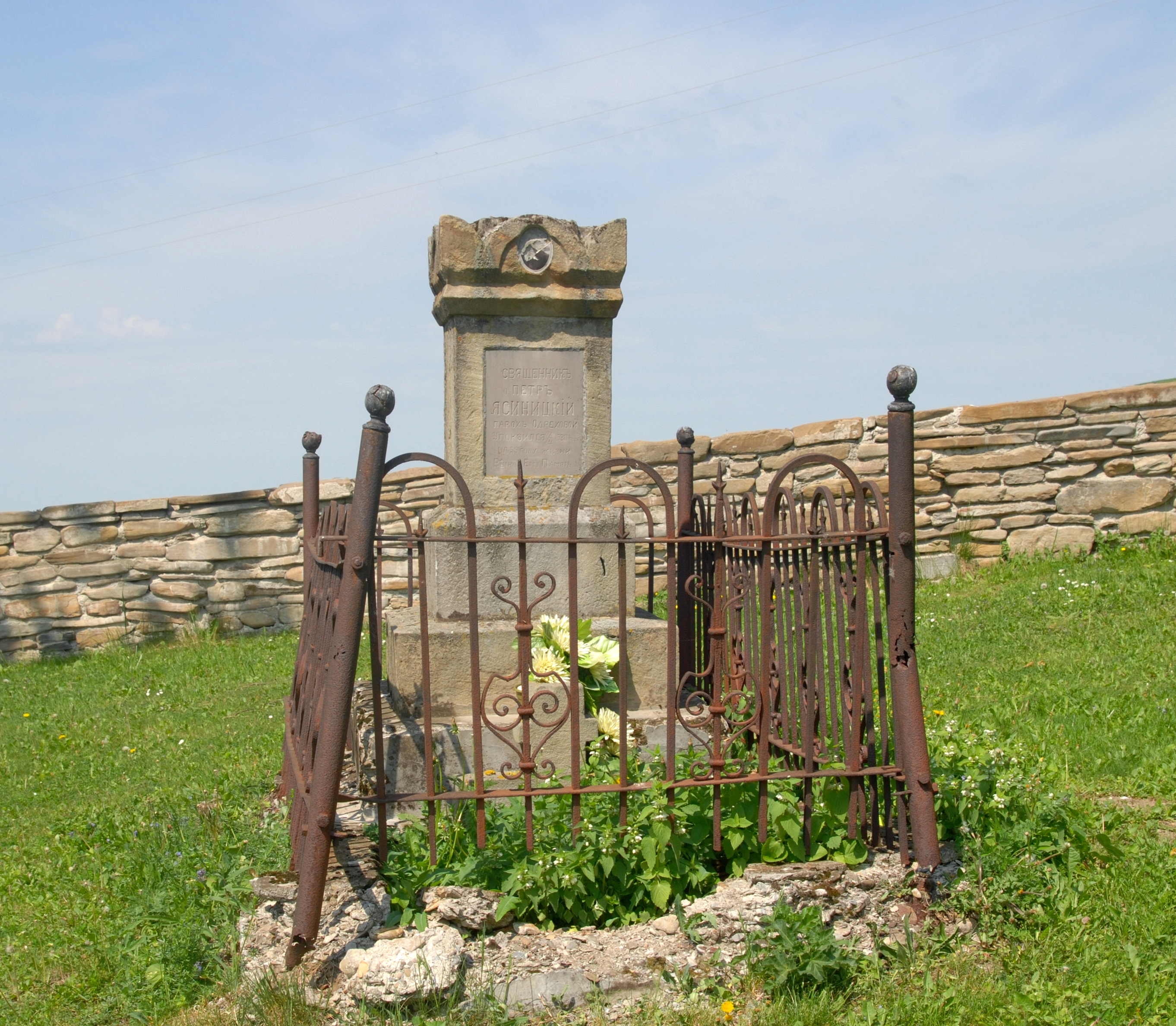
Ogrodzenie i fragment cmentarza przycerkiewnego
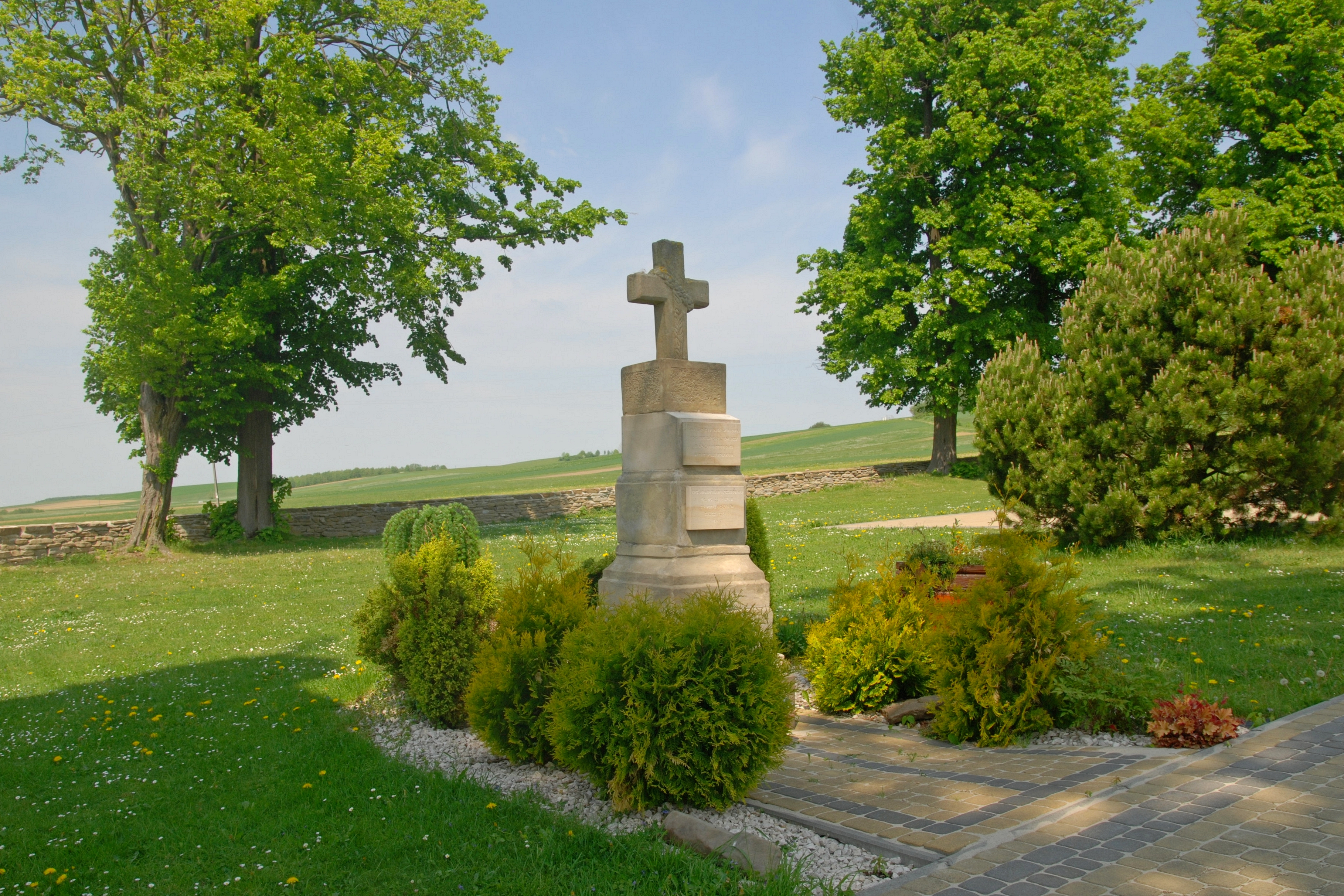
Pomnik żołnierzy poległych w I wojnie światowej
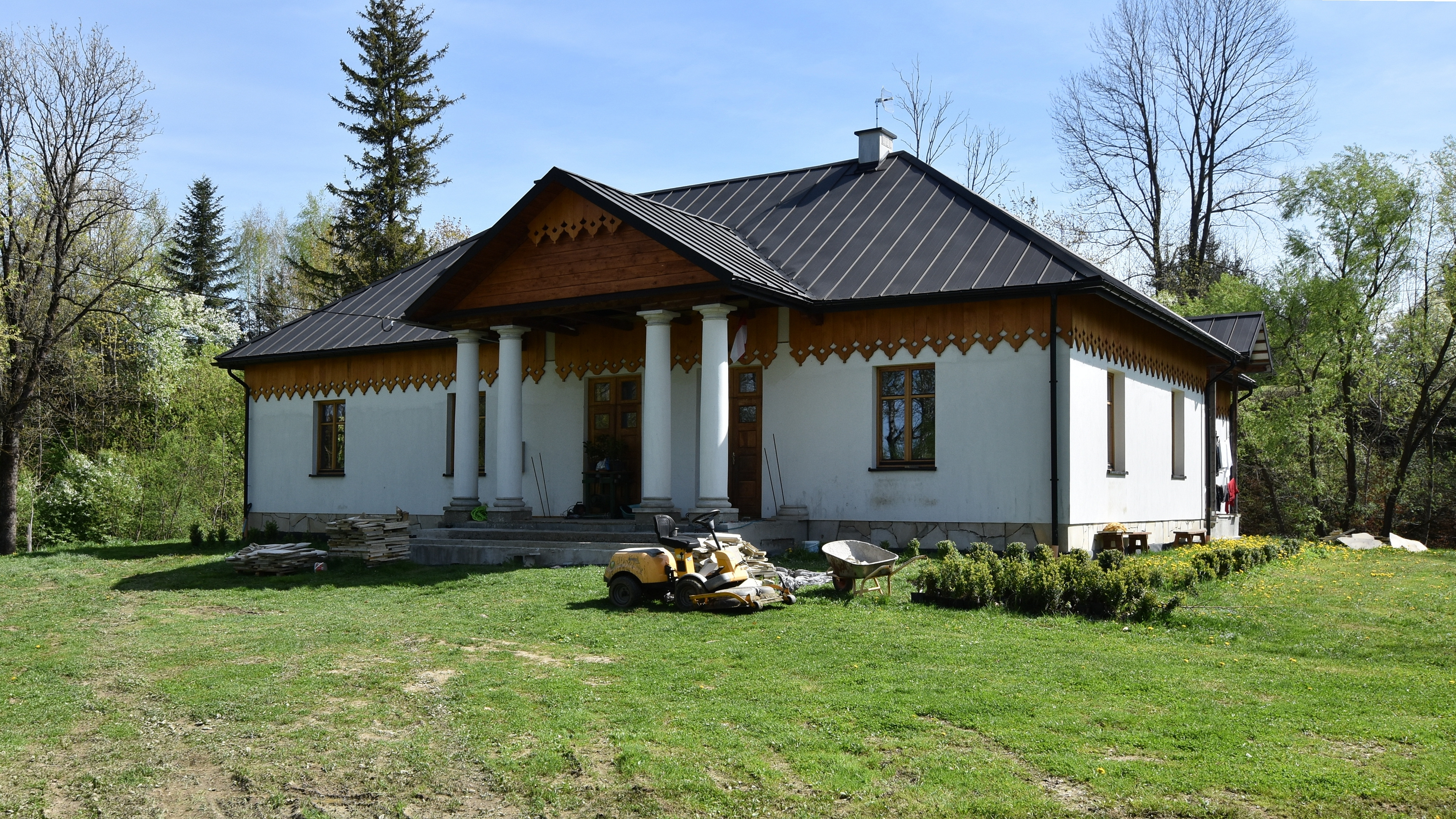
Dwór

## Ludzie związani z Odrzechową
- Stefan Żyńczak – włościanin z Odrzechowej, poseł do Sejmu Krajowego Galicji II kadencji (1867–1869)
- Iwan Ziatyk
- Stefan Nowosielski (ur. 1884) – ojciec malarza Jerzego Nowosielskiego
- Władysław Morawski – właściciel majątku oraz „obory krów siemmentalskich półkrwi”, ożeniony z Kazimiery z Leszczyńskich; ich synami byli m.in.:
  - Jan Morawski (1878–1940), prawnik, adwokat, sędzia Najwyższego Trybunału Administracyjnego i Sądu Najwyższego, minister sprawiedliwości w 1920.
  - Józef Agaton Morawski (1893–1969), ziemianin, rolnik, działacz społeczny, poseł na Sejm IV kadencji (1935–1938) w II Rzeczypospolitej.

## Mieszkańcy
Nazwiska mieszkańców Odrzechowej XV-XVI wiek. Benczik, Berdar, Blas, Bogow, Bren, Brync, Cap, Capik, Chanasow, Cwiakow, Czornyj, Dawydiak, Deman, Demko, Dobrzanski, Dorowski, Dostik, Dracz, Fecio, Fedik, Fedor, Ferenc, Feso, Fil, Gal, Gitka, Glodenski, Goloubkow, Golownow, Gowour, Grinda, Hnat, Holdysz, Holdyszowicz, Holownia, Holobud, Holub, Holubko, Homa, Homynda, Hryc, Iwanocza, Iwanoczko, Janusz, Jarosz, Kabaniec, Kala, Kamianski, Karp, Karpik, Karpow, Karszen, Kawka, Kijak, Kirik, Kiriliw, Kitka, Klim, Klimowicz, Kliuczkow, Klucznik, Kolcoun, Koliat, Komba, Konrad, Kopko, Kowalczik, Kozak, Krol, Krouba, Kunc, Kuzan, Kuzma, Labiak, Labiak, Laniew, Laniewiat, Lanik, Lawer, Lawro, Lazarz, Lazur, Lec, Liczat, Litwin, Lorenc, Lukasz, Maculak, Madarasz, Makar, Mankow, Mara, Marszal, Maruszin, Michno, Migaliuwski, Migalowski, Migalski, Muchow, Odrzechowski, Ostafij, Paszenda, Paszko, Polaw, Polawski, Pristawka, Proc, Prokop, Roniak, Rozenkow, Sawka, Schmid, Schreder, Seredenski, Skrobala, Slowaninow, Soroka, Sowa, Stec, Swidnicki, Swiec, Szafar, Tokarski, Wanca, Warchol, Warchoul, Watral, Wiernicza, Wierniej, Wolk, Wowk, Wybraniec, Zabawski, Zalipien, Zalipnyj, Zan, Zanczat, Zin
Nazwiska mieszkańców XIX wiek: Augustyn, Barna, Benko, Berla, Borek, Brenkacz, Bursztyn, Byrwa, Cuprik, Cypla, Czerwinski, Dracz, Duczak, Dyrbała, Fedak, Gelernter, Gonkiewicz, Grubiak, Halniak, Hawer, Hecht, Hnatek, Hołotiuk, Homenda, Kostecki, Konkiewicz, Ignio, Palica, Jeredeńska, Jurczak, Josafat, Konkiewicz, Kijak, Kastraniec, Jurczak, Josafat, Senczak, Kostyk, Kowalski, Kunkiewicz, Łabiak, Lazerko, Leszczyszyn, Lichański, Liwik, Łubiak, Madarasz, Majchrowicz, Majczyk, Muska, Mydzan, Myhal, Nowosielski, Olcar, Olejar, Olejarz, Olzar, Palica, Pelczar, Pestrak, Pontus, Skrobala, Potoczak, Runkiewicz, Seredeński, Siwik, Sołtys, Stecyk, Strachocki, Struś, Szafran, Tenezak, Tiatyk, Turczak, Tymczak, Wacławski, Walhowicz, Wernej, Wójcik, Wróbel, Zawojski,

## Droga wojewódzka
Wieś położona jest przy drodze wojewódzkiej nr 889 z Sieniawy, przez Bukowsko do Szczawnego. Droga ta łączy się drogą 892 prowadzącą do byłego przejścia granicznego przez Radoszyce na Słowację. Wieś położona jest 5 km od drogi krajowej nr 28.